# كاترين وورل شيلر
كاترين وورل شيلر (بالألمانية: Kathrin Wörle-Scheller) مواليد 18 فبراير 1984 في لينداو، ألمانيا الغربية، هي لاعبة كرة مضرب ألمانية بدأت مسيرتها كمحترفة سنة 2003 تلعب باليد اليمنى. أعلى تصنيف لها كان 119. بينما في الزوجي كان 99 هو أعلى تصنيف لها.

## روابط خارجية
- كاترين وورل شيلر على موقع رابطة محترفات التنس (الإنجليزية)
- كاترين وورل شيلر على موقع الاتحاد الدولي لكرة المضرب (الإنجليزية)
- كاترين وورل شيلر على موقع كأس بيلي جين كينغ (الإنجليزية)
- كاترين وورل شيلر على موقع خلاصة التنس.كوم (الإنجليزية)